# Louis-Robert Bonnin de La Bonninière de Beaumont
Louis-Robert Bonnin de La Bonnière de Beaumont est un militaire français né à Paris le 6 avril 1833 et mort à Coppet le 3 août 1895.

## Biographie
Né le 6 avril 1833 à Paris, Louis-Robert Bonnin de La Bonnière de Beaumont est élève de la promotion de Kabylie à Saint-Cyr . Il entre aux carabiniers de la garde impériale avec le grade de capitaine en 1861, puis passe au régiment de dragons de la Garde impériale[incompréhensible] et est nommé par la suite chef d'escadron en 1870. Prisonnier en Allemagne de 1870 à 1871, il est lieutenant-colonel au 24e régiment de dragons en 1879, promu colonel du 4e régiment de chasseurs le 18 janvier 1879, général de brigade de la 4e brigade de chasseurs-cavalerie en 1886. Il entre ensuite à la 1re brigade de cuirassiers le 13 juillet 1888. Promu officier de la Légion d'honneur en 1888, il est aussi grand-croix de l'ordre de François-Joseph d'Autriche, commandeur de l'ordre royal de Danebrog-Danemark et commandeur de Charles III d'Espagne.
Marié avec Jeanne-Élisabeth-Marie de La Croix de Castries le 14 mai 1864, il meurt le 3 août 1895 à Coppet, Canton de Vaud (Suisse).

## Distinctions
- Officier de la Légion d'honneur
- Commandeur de l'ordre du Dannebrog